# 캐슬바니아: 드라큘라 X
《캐슬바니아: 드라큘라 X》(Castlevania: Dracula X)는 슈퍼 패미컴으로 발매된 코나미의 1995년 액션 플랫폼 게임으로, 1993년에 발매됐던 《캐슬바니아: 피의 론도》의 내용을 재해석 및 재구성한 작품이다. 원작과 마찬가지로 뱀파이어 사냥꾼 릭터 벨몬트의 드라큘라 퇴치를 다뤘다. 원작과 완전히 새로운 레벨들로 구성돼있으나, 게임플레이가 일부 간략화되어 있고 기존과는 달리 마리아 리나드를 구출해도 그녀로 플레이할 수 없는 차이점이 있다.
일본서 1995년 7월 21일 《악마성 드라큘라 XX》라는 제목으로 출시됐고, 북미 지역에선 1995년 9월에 출시됐다. 유럽에선 《캐슬바니아: 뱀파이어의 키스》라는 제목으로 1996년에 발매됐다. 2016년 12월 29일에 뉴 닌텐도 3DS 버추얼 콘솔로 재발매됐다.

## 참조

### 주해
1. ↑  일본어: 悪魔城ドラキュラXX
2. ↑  영어: Castlevania: Vampire's Kiss